# Liviu Mureșan
Liviu Mureșan (n. 28 iunie 1946) este un fost deputat român în legislatura 1990-1992, ales în municipiul București pe listele partidului FSN.